# Alchemilla haraldii
Alchemilla haraldii es una especie de planta del género Alchemilla, perteneciente a la familia Rosaceae.

## Taxonomía
Alchemilla haraldii fue descrita por Serguéi Yuzepchuk en 1933.

## Distribución
Se encuentra en el territorio este de la parte europea de Rusia.